# Чанчитовые
Чанчитовые (лат. Pinguipedidae) — семейство морских лучепёрых рыб из отряда драконообразных. Ранее включалось в отряд окунеобразных.

## Описание
Тело вытянутое. Рот конечный, выджвижной. Спинной плавник сплошной, с 4—7 короткими жёсткими и 19—27 мягкими лучами. В анальном плавнике 17—25 мягких лучей. Брюшные плавники расположены под грудными плавниками или немного перед ними, в них один жёсткий и пять мягких лучей. Хвостовой плавник усеченный или серповидный, с 13 или 15 разветвленными лучами. Боковая линия полная и непрерывная. Жаберные перепонки соединены между собой, но не приращены к истмусу. Позвонков 30—37.

## Распространение и биология
Распространены в южной части Атлантического океана у побережья Южной Америки и юга Африки; в Тихом океане встречаются у берегов Чили.
В Индо-Тихоокеанской области ареал доходит до Гавайских островов и Новой Зеландии. Обитают в прибрежных водах. Питаются придонными беспозвоночными и рыбами. Представители рода Parapercis являются протогиническими гермафродитами.

## Классификация
В состав семейства включают 7 родов с 82 видами:
- Kochichthys Kamohara, 1961 — Кочихтисы
- Parapercis Bleeker, 1863 — Песочники (рыбы)
- Pinguipes Cuvier, 1829 — Чанчиты
- Prolatilus Gill, 1865
- Pseudopercis Miranda Ribeiro, 1903
- Ryukyupercis Imamura & Yoshino, 2007[4]
- Simipercis Johnson & Randall 2006